# グアジーラ
グアジーラ（イタリア語: Guasila）は、イタリア共和国サルデーニャ州南サルデーニャ県にある、人口約2,700人の基礎自治体（コムーネ）。

## 地理

### 位置・広がり

#### 隣接コムーネ
隣接するコムーネは以下の通り。
- フルテーイ
- ジェージコ
- グアマッジョーレ
- オルタチェーズス
- ピメンテル
- サマッツァーイ
- セガリーウ
- セッレンティ
- ヴィッラマル
- ヴィッラノヴァフランカ